# Claude Digeon
Pour les articles homonymes, voir Digeon.
Claude Digeon, né le 12 janvier 1920 au Havre et mort le 30 juillet 2008 à Nice, est un romaniste, spécialiste de littérature comparée et de l'histoire des idées.

## Biographie
Issu d’une famille de normaliens, son père, Aurélien Digeon, École normale supérieure  (1907 I), professeur à la Sorbonne, a eu également une fille, Annie, qui a épousé Sylvère Monod, professeur à la Sorbonne.
Claude Digeon a épousé la fille de René Vaubourdolle (ENS 1914 I), directeur des Éditions Classiques de la Librairie Hachette, administrateur, et directeur de la Collection des Classiques illustrés Vaubourdolle.
Claude Digeon a étudié à l'École Normale Supérieure (promotion 1941 I), a obtenu l'agrégation de lettres (1946), et a été pensionnaire de la Fondation Thiers (50ème promotion (1947 – 1950)).
Il a enseigné aux Lycée Bugeaud (Alger) en 1946-1947, puis au Lycée Lakanal (Savigny-sur-Orge) en 1951-53, avant d’enseigner à l’Université franco-allemande de la Sarre, dont il a été à partir de 1963 directeur de l’Institut d’études françaises.
Visiting Professor aux États-Unis (University of California, Berkeley (USA) en 1968 ; University of Washington, Seattle (USA) en 1971), à l’Université de Niamey (Niger) en 1977, Claude Digeon rejoint en 1970 l’Université de Nice, dont il est professeur honoraire.
Il s'est spécialisé dans l’étude du XIXe siècle .

## Publications (sélection)
Sont à noter parmi les 16 ouvrages qu’il a écrits, édités et publiés de son vivant :
- Le dernier visage de Flaubert, Paris, Aubier (collection L'histoire littéraire), 1946, 182 p.
- Flaubert : Correspondance inédite, en collaboration avec René Dumesnil et Jean Pommier, Paris, Louis Conard, 1953, 4 vol.
- La Crise allemande de la pensée française, Paris, PUF, 1959 (thèse réalisée en 1957)[2],[3],[4] et republiée aux PUF en 1992.
  - Pour ses travaux, Claude Digeon a interrogé Charles Maurras, qui a rassemblé ses réponses dans un livre Pour un jeune Français : mémorial en réponse à un questionnaire, Paris, Amiot-Dumont, 1949, 239 p. (collection : Archives d'histoire contemporaine)).
  - À noter que La crise allemande de la pensée française suscite toujours l’intérêt, plus de 60 ans après sa publication, comme on le remarque à travers un article de Mona Ozouf (Zadig, n° 5, mars 2020, pages 118 – 120) et un article Macron in der Krise dans le Frankfurter Allgemeine Zeitung, 13 juin 2020.
- Notes sur le «Journal» de Michelet (1870-1874), Sarrebruck 1959
- Flaubert (Connaissance des Lettres, vol 61), Paris, 1970 (nouvelle édition augmentée, avec postface par Christine Queffelec, Euredit, 2007)
- Journal de Michelet (Tome III 1861 – 1867 ; Tome IV 1868 – 1874, Paris, Gallimard, NRF, 1976 ; réédition en version abrégée dans la collection Folio classique, n° 6302, en 2017.
- Les écrivains français face à la Restauration et à la Monarchie de Juillet, Saarbrücken, Presses Universitaires de la Sarre, 2012  (ISBN 978-3-86223-069-3) Lire en ligne ; édition posthume, publiée par Uwe Dethloff (de).